# Capela dos Alfaiates
A Capela dos Alfaiates ou Capela de Nossa Senhora de Agosto é uma capela localizada na freguesia da Cedofeita, Santo Ildefonso, Sé, Miragaia, São Nicolau e Vitória, na cidade do Porto, em Portugal.
Está classificada desde 1927 como monumento nacional, tendo como principal interesse o facto de constituir um marco, no Norte de Portugal, da transição do estilo arquitectónico tardo-gótico para as novas formulações maneiristas de inspiração flamenga.

## História
São Bom Homem e Nossa Senhora de Agosto foram os padroeiros e protectores da Confraria dos Alfaiates e a imagem da primeira era, no início do século XVI, venerada no primeiro andar de uma casa junto à Sé, cujo piso térreo servia de celeiro do cabido.
Em 1554, iniciou-se a construção de uma nova capela frente à fachada principal da Sé do Porto, em edifício cedido à Confraria pelo bispo D. Rodrigo Pinheiro. Onze anos depois, só as paredes tinham sido levantadas e, com o empenho do prelado, o mestre-pedreiro Manuel Luís contratou com a Irmandade a conclusão do templo.
Em 1853, a capela teve obras de beneficiação, promovidas pela Associação dos Alfaiates. Foi considerada monumento nacional em 1927, tendo, em 1935, devido às obras de demolição programadas para a abertura do Terreiro da Sé, sido expropriada pela Câmara Municipal do Porto.
Em 1953, foi reedificada na sua actual implantação, entre as Ruas do Sol e de São Luís, e pela mesma época foram restaurados, pelo pintor Abel de Moura, os painéis da Epístola, os quais representam a Anunciação, a Adoração dos Reis Magos, a Visita a Santa Isabel, Natividade, o Menino Jesus entre os Doutores e a Fuga para o Egipto.

## Arquitectura, escultura e pintura

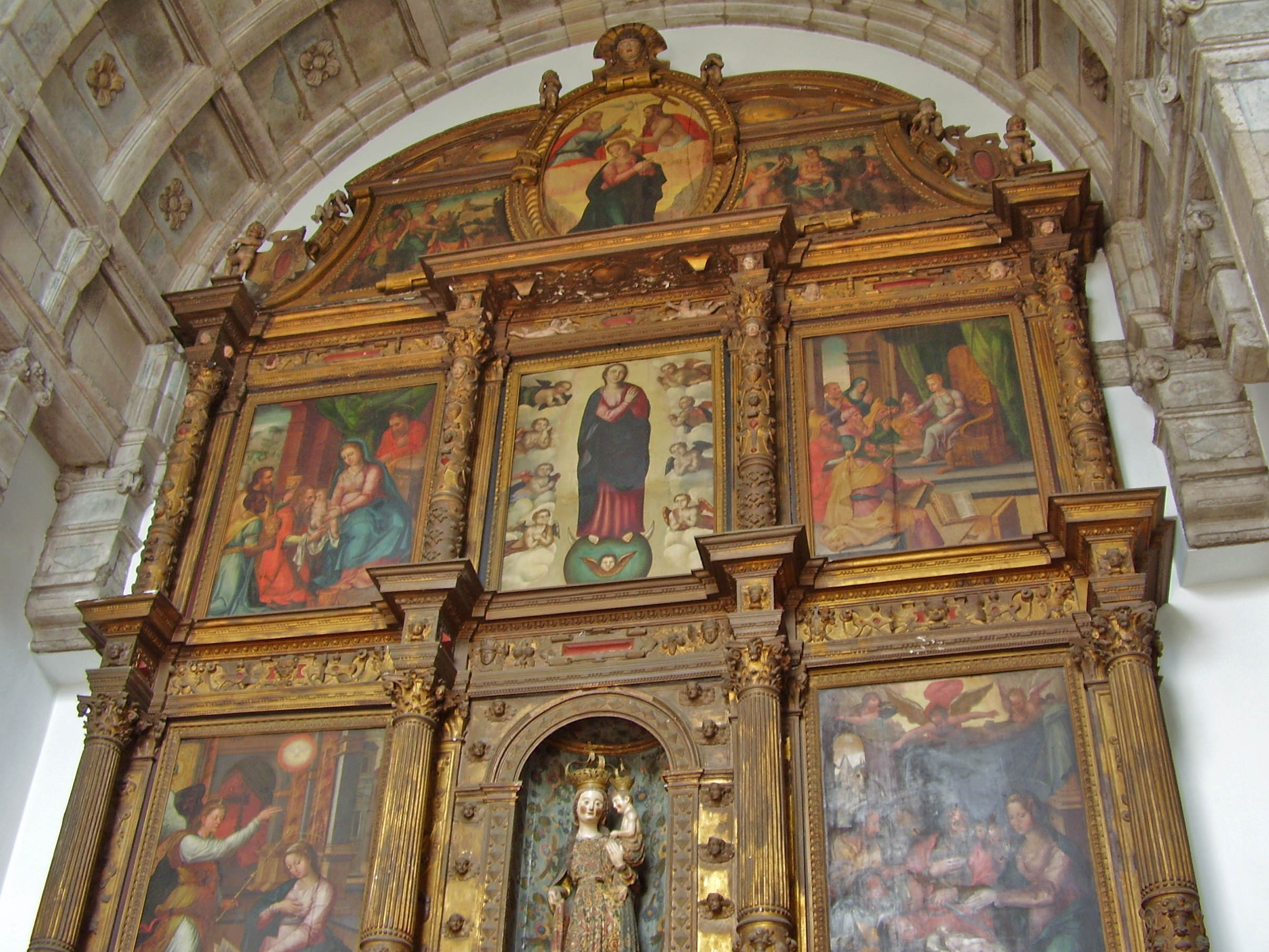
Retábulo

A capela, de planta rectangular, abre para o exterior por um portal ladeado por duas colunas coríntias caneladas assentes em pedestais, sendo o portal rematado por um nicho com decoração flamenga, desenhado por Manuel Luís, em que se abriga uma imagem de barro de Nossa Senhora de Agosto.
No interior do templo, iluminado pela grande janela rasgada na fachada, a abóbada elevada sobre o espaço quadrado da nave é de cruzaria tardo-gótica, mostrando já motivos ornamentais maneiristas.
Um arco cruzeiro de volta-redonda, assente em pilastras jónicas, separa a nave da capela-mor, sendo esta coberta por uma pequena abóbada de canhão, com dois tramos formados por caixotões de granito que arrancam de mísulas clássicas.
O retábulo da capela-mor, também maneirista, divide-se em oito painéis que representam cenas da vida da Virgem e, iconograficamente, respeitam as prescrições do Concílio de Trento (que proibiam o uso de fontes apócrifas na decoração de igrejas), divulgadas em Portugal sobretudo a partir de 1580 através das Constituições sinodais. As pinturas são atribuídas, entre outros, a Francisco Correia, tendo sido executadas provavelmente entre 1590 e 1600.
Ao centro, a imagem calcária da Nossa Senhora de Agosto, mais antiga, mostra influências da imaginária norte-europeia.